# Nombre 169
El nombre 169 (CLXIX) és el nombre natural que segueix el nombre 168 i precedeix el nombre 170.
La seva representació binària és 10101001, la representació octal 251 i l'hexadecimal A9.
La seva factorització en nombres primers és 13²; altres factoritzacions són 1×169 = 13².
Es pot representar com a la suma de set nombres primers consecutius: 13 + 17 + 19 + 23 + 29 + 31 + 37 = 169; és un nombre 2-gairebé primer: 13×13 = 169.